# Thunderbird Classic 1977
Il Thunderbird Classic 1977 è stato un torneo di tennis giocato sul cemento. È stata la 7ª edizione del torneo, che fa parte del WTA Tour 1977. Si è giocato a Phoenix negli USA, dal 10 al 16 ottobre 1977.

## Campionesse

### Singolare
Billie Jean King ha battuto in finale  Wendy Turnbull con il punteggio di 1–6, 6–1, 6–0

### Doppio
Billie Jean King /  Martina Navrátilová hanno battuto in finale  Helen Gourlay /  Joanne Russell con il punteggio di 6–1, 7–5